# 線喻
線喻由希腊哲学家柏拉图描寫蘇格拉底和格老孔之間的對話時（509d–511e）提出，當蘇格拉底描述完日喻時，格老孔要求蘇格拉底进一步解釋「日喻」時提出了線喻 。苏格拉底要求格老孔（Glaucon）设想一条不等分的线，然後把這條線分成两部分。苏格拉底解释说，由此产生了四个部分，這四部份分別代表了四个“層次”（παθήματα）。较低的两个部分為感官，而较高的两个部分為可理解性。这些分別闡述了從猜想（ εἰκασία ）到信念（ πίστις ）、從思想（ διάνοια ）到最終理解（ νόησις ）。這顯示了從现实一直提升到最高真理。此外，这种类比不仅阐述了形而上學的理论，而且牽涉到心理學和知识论的观点。

## 描述
在《理想國》 （509d–510a）中，柏拉图用这种方式描述了線喻：
Now take a line which has been cut into two unequal parts, and divide each of them again in the same proportion, and suppose the two main divisions to answer, one to the visible and the other to the intelligible, and then compare the subdivisions in respect of their clearness and want of clearness, and you will find that the first section in the sphere of the visible consists of images. And by images I mean, in the first place, shadows, and in the second place, reflections in water and in solid, smooth and polished bodies and the like: Do you understand?

Yes, I understand.

Imagine, now, the other section, of which this is only the resemblance, to include the animals which we see, and everything that grows or is made.

線喻（ A至C ）代表可见世界，（ CE ）代表可理解的世界。

（翻譯：那麼請你畫一條線來表示它們，把這條線分成不等的兩部分，然後把它們按照同樣的比例再分別分成兩部分。假定原來的兩個部分中的一個部分相當於可見世界，另一部分相當於可知世界，然後我們再根據其清晰程度來比較第二次分成的部分，這樣你就會看到可見世界的一部分表示影像。所謂影像我指的首先是陰影，其次是在水裡或表面光滑的物體上反射出來的影子或其他類似的的東西。你懂我的意思嗎？
我懂。
至於第二部分表示的是實際的東西，即我們周圍的動物和植物，以及一切自然物和人造物。）

## 可见的世界
因此， AB代表物理事物的影子和反射，而BC代表物理事物本身。这個对应于兩种知识：猜想和信念（πίστιςpistis）。這一層代表著我们的日常经验（εἰκασία eikasia）。當中猜想屬於事物的影像，而信念則為事物的本身。 在蒂邁歐篇（Timaeus）中，「猜想」還包括了“普遍思想的观点”，而自然科学則在信念类别當中。

## 可理解的世界
根據一些翻譯，可理解世界的CE段被劃分為與AC相同的百份比，從而給出了CD和DE細分（可以得出CD的长度必须与BC相同）： 
There are two subdivisions, in the lower of which the soul uses the figures given by the former division as images; the enquiry can only be hypothetical, and instead of going upwards to a principle descends to the other end; in the higher of the two, the soul passes out of hypotheses, and goes up to a principle which is above hypotheses, making no use of images as in the former case, but proceeding only in and through the ideas themselves (510b).
（翻譯：把這個世界分成兩部分，在一個部分中，人的靈魂被迫把可見世界中那些本身也有自己的影子的實際事物作為影像，從假設出發進行考察，但不是從假設上升到原則，而是從假設下降到結論；而另一個部分中，人的靈魂則朝著另一方面前進，從假設上升到非假設的原則，並且不用在前一部分中所使用的影像，而只用「類型」，完全依據「類型」來取得系統的進展。）
柏拉圖把CD描述為數學世界（διάνοια dianoia ），當中更包含了数学哲學，如對几何线条进行了讨论。：
And when I speak of the other division of the intelligible, you will understand me to speak of that other sort of knowledge which reason herself attains by the power of dialectic, using the hypotheses not as first principles, but only as hypotheses – that is to say, as steps and points of departure into a world which is above hypotheses, in order that she may soar beyond them to the first principle of the whole (511b).
（翻譯：至於可知世界的另一部分，你要明白，我指的是理性本身憑著辯證法的力量可以把握的東西。在這裡，假設不是被當作絕對的起點，而是僅僅被用作假設，也就是說假設是基礎、立足點和跳板，以便能從這個暫時的起點上升到一個不是假設的地方，在這個地方才是一切的起點，上升到這裡並且從中獲得第一原理。）
柏拉图在这里使用普通对象与它们的阴影或反射之间的熟悉关系来说明整个物理世界与整个思想世界（形式）之间的关系。前者由对后者的一系列经过的反射组成，后者是永恒的，更加真实的和“真实的”。此外，我们对思想的了解（实际上的确确实如此）要比对纯物理世界的了解更高。特别是，对形式的了解会导致对善的观念（形式）的了解。

| 分割 | 知识或意见的类型  | 心理思考                                           | 对象类型                                         | 心灵或眼睛的思考                                                         | 相对真理与现实 |
| ---- | ----------------- | -------------------------------------------------- | ------------------------------------------------ | ------------------------------------------------------------------------ | -------------- |
| DE   | 理性 （ νόησις ） | 知识（理解）：不限於可理解（ νοητόν ）的都能夠理解 | 這些觀念都是由善形式所賦予的真理（τὸαὐτὸἀγαθθν） | 對於心靈的一切假設已不需使用辩证法驗證，完全使用理型，總是思考最初原理。 | 最高           |
| CD   | 思想（διάνοια）   | 知识（思想）：认为知識不限于可理解的思想           | 對於几何和数的想法                               | 從心靈上的假设，总是思考最终的结论                                       | 高             |
| BC   | 信念（πίστις）    | 观点（信念）：关于可见事物的本身                   | 可见事物的本身（ὁρατά）                          | 眼睛观察可见物体的本身                                                   | 低             |
| AB   | 猜想（εikaκασία） | 观点（想象力）：关于一切的猜想                     | 可见事物的猜想（εἰκόνες）                        | 眼睛对观察可见事物之猜测                                                 | 最低           |

## 形而上學的重要性
線喻是柏拉图形而上学的基石。这种架构顯示了柏拉图的形而上学、知識論和倫理學的全貌。哲学家仅了解思想（形式）是不够的，他还必须理解思想与架构的所有四个层次的关系，才能完全了解其内容。在《理想国》內，哲学家必须理解正义，以过上公正的生活、並能组织和治理公正的国家。
線喻也可作为我们过去和将来大多数形而上学的指南。最低的層次柏拉圖描述為“有生有滅的世界”（理想國，508d），這成為了赫拉克利特對於流變的哲學基礎。第二层為一个固定的物理世界，  這也成为了亚里士多德的形而上学的基礎。第三级則是毕达哥拉斯的數學哲學。第四层就是柏拉图的理型和巴門尼德所認為的现实世界，即最高层思想的世界。

## 知识论意义
柏拉图拥有非常严格的知识概念。例如，他不接受专业知识，也不接受直接的感知（请参见泰阿泰德篇 ），也不接受对物理世界（即美諾篇）的信仰作为知识基礎。哲学家仅了解思想（形式）是不够的，他还必须理解思想与结构的所有四个层次之间的关系，才能完全了解一切内容。 因此，在大多数早期的苏格拉底对话中，苏格拉底否认自己和他人的知识。
对于第一个层次：“有生有滅的世界”。柏拉图否定了這世界能夠擁有知识。 他認為時間的变化使得知識不斷變更。因此，必须在不同的时间引入不同的思想。柏拉图认为，如果要得到知識，其他三个层次必须固定。而第三和第四层次的数学和思想已经永恒不变。但是，在第一和第二層次的世界亦需要保持不变﹏故此，柏拉图在《理想國》第四章中闡述了根据经验所得出的  公理限制、禁止运动和移动观点。 

## 參看
- 柏拉圖
- 日喻
- 柏拉圖主義